# Группа Всемирного банка

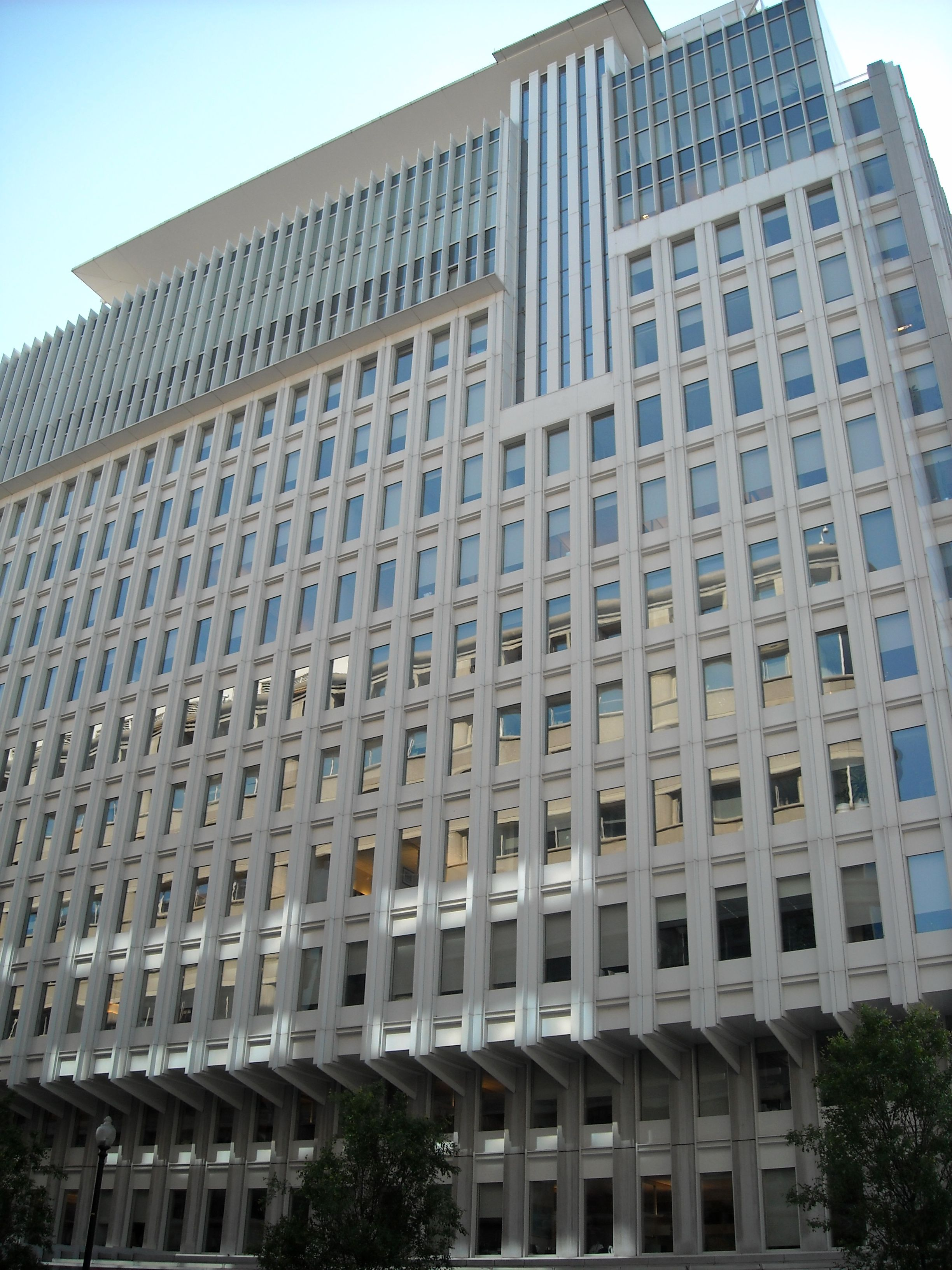
Штаб-квартира группы Всемирного банка в Вашингтоне

Группа Всемирного банка (англ. World Bank Group) — пять организаций, созданных в разное время и объединённых функционально, организационно и территориально, целью деятельности которых является в настоящее время оказание финансовой и технической помощи развивающимся странам.
В Группу Всемирного банка входят следующие организации:
1. Международный банк реконструкции и развития — МБРР (англ. w:en:International Bank for Reconstruction and Development - IBRD)
2. Международная ассоциация развития — МАР (англ. w:en:International Development Association - IDA)
3. Международная финансовая корпорация — МФК (англ. w:en:International Finance Corporation - IFC)
4. Многостороннее агентство по гарантиям инвестиций — МАГИ (англ. w:en:Multilateral Investment Guarantee Agency - MIGA)
5. Международный центр по урегулированию инвестиционных споров — МЦУИС (англ. w:en:International Centre for Settlement of Investment Disputes - ICSID)

Первые две организации (МБРР и МАР) образуют собственно Всемирный банк.
Штаб-квартиры всех пяти организаций расположены в Вашингтоне, США.

## История
Организации, входящие в Группу Всемирного банка, были созданы в разное время по мере расширения задач, решаемых Всемирным банком.
Первым был создан Международный банк реконструкции и развития в соответствии с решением Бреттон-Вудской конференции в 1944 г. Начал свою деятельность в 1946 г., первый кредит в размере 250 млн долларов был предоставлен Франции. В начале своего существования МБРР оказывал финансовую помощь странам Европы и Японии в восстановлении экономики после Второй мировой войны. Позднее его деятельность была направлена на оказание финансовой помощи развивающимся странам.
Международная финансовая корпорация была создана в 1956 г. с целью предоставления кредитов напрямую частным компаниям.
Международная ассоциация развития была создана в 1960 г. с целью оказания финансовой помощи развивающимся государствам в форме кредитов, предоставляемых по минимальным ставкам или без процентов, а также в форме грантов. Кредиты по линии МАР предоставляются, как правило, под гарантии государства.
Международный центр по урегулированию инвестиционных споров был создан в 1966 г. для урегулирования спорных вопросов в процессе оказания финансовой помощи в соответствии с Конвенцией по урегулированию инвестиционных споров между государствами и частными компаниями других государств, т. н. Вашингтонской конвенцией (англ. Convention on the Settlement of Investment Disputes between States and Nationals of Other States).
Многостороннее агентство по гарантиям инвестиций было создано в 1988 г. для защиты от рисков, в первую очередь, политических; инвестиций, осуществляемых в рамках финансовой помощи по линии МБРР, МАР и МФК.

## Организация управления

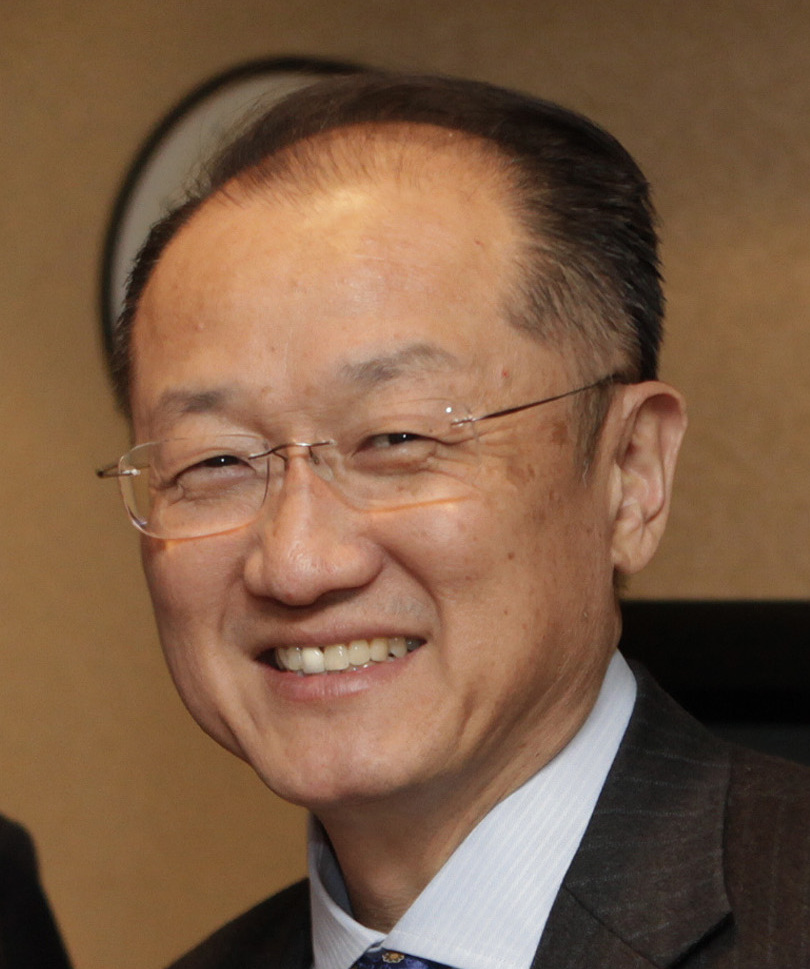
Экс-президент Всемирного банка Джим Ён Ким

Всемирный банк создан по принципу акционерного общества, акционерами которого являются 189 стран-членов этой организации. Количество голосов, которыми обладают страны-участницы, зависит от их доли в капитале Банка, которая в свою очередь определяется их долей в мировой экономике. Эти акционеры представлены Советом управляющих, который является высшим органом, принимающим решения и определяющим политику Группы Всемирного Банка. Страны-участницы представлены в Совете управляющих, как правило, министрами финансов. Совет управляющих проводит свои совещания один раз в год во время Ежегодных совещаний Советов управляющих Группы Всемирного банка и Международного валютного фонда.
Конкретные полномочия по управлению Банком в период между заседаниями Совета управляющих переданы 24 исполнительным директорам, которые работают непосредственно в штаб-квартире Группы Всемирного Банка в Вашингтоне. Исполнительные директора образуют Совет директоров, который возглавляет Президент Банка. В Совет директоров входят пять исполнительных директоров, представляющих интересы государств-членов, обладающих крупнейшими пакетами акций: США, Япония, Германия, Франция и Великобритания. Остальные 19 исполнительных директоров представляют группы стран-участниц Всемирного банка.
Президент Группы организаций Всемирного банка (с апреля 2019 года Дэвид Малпасс) председательствует на совещаниях Совета директоров и отвечает за общее руководство деятельностью Группы Всемирного банка. По традиции Президентом Всемирного банка становится гражданин США — страны, являющейся крупнейшим акционером Банка. Президент избирается Советом управляющих на пятилетний срок и может быть переизбран. Пять вице-президентов, в том числе три старших вице-президента (англ. Senior Vice-Presidents) и два исполнительных вице-президента (англ. Executive Vice-Presidents) отвечают за конкретные регионы, сектора, направления деятельности и выполняют другие конкретные функции.